# 佩涅羅珀角
71°30′S 169°47′E / 71.500°S 169.783°E
佩涅羅珀角是南極洲的海岬，位於維多利亞地的彭內爾海岸，處於尼爾森冰川和斯科特凱爾蒂冰川之間，由英國的探險隊繪入地圖。